# New Cumberland (Virgínia Ocidental)
New Cumberland é uma cidade localizada no estado norte-americano de Virgínia Ocidental, no Condado de Hancock.

## Demografia
Segundo o censo norte-americano de 2000, a sua população era de 1099 habitantes.
Em 2006, foi estimada uma população de 1030, um decréscimo de 69 (-6.3%).

## Geografia
De acordo com o United States Census Bureau tem uma área de
4,9 km², dos quais 3,2 km² cobertos por terra e 1,7 km² cobertos por água.

## Localidades na vizinhança
O diagrama seguinte representa as localidades num raio de 12 km ao redor de New Cumberland.